# Вулиця Миколи Амосова (Конотоп)
Ву́лиця Мико́ли Амо́сова — вулиця міста Конотоп Сумської області. На вулиці розташована Конотопська центральна районна лікарня.

## Розташування
Вулиця Миколи Амосова розташована в центральній частині міста. Вулиця починається від перетину з вулицями Братів Лузанів, Євгена Коновальця та Садової.

## Заклади та установи
- Конотопська центральна районна лікарня

## Назва
Названа на честь видатного кардіохірурга Миколи Михайловича Амосова.

## Історія
Вулиця від свого утворення носила назву Вулиця Семашка. Названа на честь Миколи Олександровича Семашка.
1 грудня 2015 року у рамках декомунізації перейменована на вулицю Миколи Амосова.